# Ketovo
Ketovo (in russo Кетово?) è un villaggio della Russia situato nell'oblast' di Kurgan. È il centro amministrativo del rajon Ketovskij.
Si trova 13 km a sud di Kurgan.